# 袁黃
袁黃（1533年12月26日—1606年8月14日），原名表，字儀甫，又字坤儀，後改名黃，更字慶遠，號學海，又號了凡，南直隸蘇州府吳江縣（今江蘇）人，改入籍浙江嘉興府嘉善縣。万历进士，曾任主事、拾遺之官，贈尙寶司少卿。崇信佛法，六十九歲時，將一生的體驗寫成著名的勸善文《了凡四訓》。

## 生平
據日本學者酒井忠夫考證，袁家祖居嘉興陶莊（明代併入嘉善縣），元末時家境富足。明初，因燕王朱棣以靖難之變奪取建文帝皇位，袁家因與忠於建文帝的官員往來，被燕王抄家。袁了凡的先祖(袁順)倖免於難，四處逃亡，後定居於吳江。
袁黄於嘉靖十二年（1533）十二月十一日出生于嘉善县魏塘镇，袁父(袁仁)不欲其為官，而希冀其習醫。後遇雲南孔先生傳邵雍《皇極經世》，並為其卜算一生之榮枯壽夭。袁黃接受孔先生之建議，放棄醫學，繼續科舉。
隆庆三年（1569年）遇金陵棲霞山雲谷禪師，講行善積德，改造命運之理，還傳授給他《準提神咒》。袁黃如大夢初醒，自號為了凡，以此明其悟立命之說，不欲落凡夫窠臼之志。袁了凡曾做記功、過的表格，稱之為「功過格」，功過格在晚明甚為盛行，劉宗周弟子張履祥更稱“竟為近世時人之聖書。”
隆庆四年（1570年）中举人，万历十四年（1586年）登進士第三甲第一百九十三名，任寶坻縣令。後升为兵部职方司主事。此時日本对朝鲜发动侵略战争萬曆朝鮮之役，随经略宋应昌、提督李如松率兵入朝鮮。李如松与日倭谈判，佯稱將赐厚禄，日倭信以为真，没有设防。如松遂袭破日倭於平壤。袁了凡認為李如松此舉有损国威，并斥责其部下滥杀无辜，冒领军功。倭兵袭击袁了凡，了凡以三千兵力击退之，而李如松却败於倭兵。万历二十一年，李如松以十项罪名弹劾袁了凡，袁了凡被停职返鄉。居鄉期間又参与编修《嘉善县志》等。卒年七十四歲。天啟三年（1623年），吏部尚書趙南星追敘袁黃軍功，贈尙寶司少卿(從五品)。

## 著作
所著《了凡四訓》，享譽後世，並被拍成大型《了凡四訓電影》（页面存档备份，存于）與《了凡四訓電視劇》（页面存档备份，存于）。
另现存《袁了凡文集》共收入袁了凡著作17种，包括：训儿俗说、静坐要诀、祈嗣真诠、袁生忏法、静行别品、河图洛书解、劝农书、皇都水利考、诗外别传、历法新书、宝坻政书、禹贡图说、了凡四训、摄生三要、两行斋集、群书备考、史汉定本等。

## 評論
王夫之曾批袁了凡對於經義的解釋，識見狹小，引人錯誤。

## 纪念建筑
袁黄纪念馆

### 引用
1. ↑  《嘉兴府志》：袁黄，号了凡，博学负才名。万历丙戌进士，授宝坻令，赋役繁累，积逋巨万，条奏蠲除，乞减旧额。升兵部职方主事，时东征关白，赞画军前，平壤之役，李如松诱倭报捷，诸将窃级争功，黄以三不可，面折不挠。会有幕客冯仲缨习朝鲜事，黄使往谕之，倭遂服。同列刘黄裳忌功，与李如松构衅，谪归。闭户著书，力行功过格。尤精象纬历法，参订古今图史及舆地医卜，刊刻成书。子袁俨，字若思，能绍家学，登天启乙丑进士，令高要，邑疲剧，以勤劳卒于官，民感之，立祠奉祀。
2. ↑  章宏偉:〈袁了凡生卒年考〉，《中國道教》，2007年，6期
3. ↑  《吳江縣志》稱:“萬曆以來，李贄、袁黃之說盛行於世。”
4. ↑  《楊園先生全集》卷五
5. ↑  彭紹升〈袁了凡先生傳〉載曰:“提督李如松，以封貢紿倭，倭信之，不設備，如松遂襲破倭於平壤。”
6. ↑  《漢籍電子文獻資料庫-明人傳記資料索引》426：袁黃，字坤儀，一字了凡，吳江人。萬曆十四年進士，知寶坻縣，有善政，擢兵部主事。日本侵朝鮮，佐經略宋應昌軍往征，多所策畫，中察典免歸。黃博學尚奇，凡河洛象緯律呂水利戎政，旁及句股堪輿星命之學，莫不究渉。有兩行齋集、曆法新書、皇都水利、評註八代文宗、群書備考。嘗導人持功過格，鄕里稱為愿人。
7. ↑  王夫之《薑齋詩話》卷下：“詩之有皎然、虞伯生，經義之有茅鹿門、湯賓尹、袁了凡，皆畫地成牢以陷人者，有死法也。死法之立，總緣識量狹小。如演雜劇，在方丈台上，故有花樣步位，稍移一步則錯亂。若馳騁康莊，取塗千里，而用此步法，雖至愚者不為也。”

- 袁了凡行年考

- 《了凡四訓講記》（页面存档备份，存于）

### 书目
- 光緒《嘉興府志》卷五十四
- 光緒《重修嘉善縣志》卷十九
- 朱竹垞《靜志居詩話》卷十六
- 袁黃《了凡四訓》
- 彭紹升《袁了凡居士传》
- 祝平一：〈從認命到造命：袁黃家族的醫學與命理學（页面存档备份，存于）〉。
- 王卫平：〈袁黄劝善思想与明清江南地区的慈善事业（页面存档备份，存于）〉。

| 官衔          | 官衔                    | 官衔                                |
| ------------- | ----------------------- | ----------------------------------- |
| 前任： 管應鳳 | 明朝宝坻县知县 萬曆年間 | 繼任： 張兆元 乌程贡生 以通判署县事 |